# صهوة
صهوة قرية سعودية، تتبع مركز الشواق في محافظة الليث بمنطقة مكة المكرمة.